# Popovo (huyện)
Popovo là một huyện thuộc tỉnh Targovishte, Bungaria. Dân số thời điểm năm 2001 là 36208 người.